# 章轲
章轲（1968年5月—），男，汉族，浙江绍兴人，中华人民共和国政治人物，曾任中华人民共和国审计署总审计师，现任国家医疗保障局党组书记、局长。